# ناحیه سغوان
ناحیه سغوان (به عربی: دائرة سغوان) یک ناحیه در الجزایر است که در استان مدیه واقع شده‌است.